# Pilfort de Rabastens
Pilfort de Rabastens (ou Pelfort, ou encore Pilefort) est un cardinal du XIVe siècle. Petit-fils du faydit (qui portait le même prénom, Pelfort de Rabastens), il naquit au château de Saint-Géry à Rabastens.

## Biographie
Il entre dans l'ordre de Saint-Benoît et reçoit le diaconat de Toulouse. En 1295, il est moine à l'abbaye bénédictine de Lombez. Il devient archidiacre de la cathédrale de Toulouse.
Il est fait évêque de Pamiers en 1315 (ou le 17 janvier 1312 selon les sources), juste après Bernard Saisset. Il est ainsi le deuxième à bénéficier de ce nouvel évêché. Le 23 mars 1317, il est nommé évêque de León en Espagne par Jean XXII ; il ne prendra sans doute pas possession, puisque dès le 19 octobre suivant, il est transféré à l'évêché de Rieux. Il peut être considéré comme étant son premier évêque puisque Guillaume de Broce n'a pas eu le temps d'exercer son pouvoir. Pilfort de Rabastens participe au synode de Toulouse en 1319.
Lors du consistoire du 20 décembre 1320, il est créé cardinal par Jean XXII avec le titre de cardinal-prêtre de Sainte-Anastasie.
Il est mort, suivant les sources, en 1330 ou 1331.